# Блек-Гок (округ, Айова)
Шаблон:StateAbbr_ 42°28′08″ пн. ш. 92°18′19″ зх. д. / 42.468888888889° пн. ш. 92.305277777778° зх. д.
Округ  Блек-Гок (англ. Black Hawk County) — округ (графство) у штаті  Айова, США. Ідентифікатор округу 19013.

## Історія
Округ утворений 1843 року.

## Демографія
За даними перепису 
2000 року 
загальне населення округу становило 128012 осіб, зокрема міського населення було 108298, а сільського — 19714.
Серед мешканців округу чоловіків було 61458, а жінок — 66554. В окрузі було 49683 домогосподарства, 31963 родин, які мешкали в 51759 будинках.
Середній розмір родини становив 2,97.
Віковий розподіл населення поданий у таблиці:
| Стать    | До 15 років | 15-21 | 22-29 | 30-39 | 40-49 | 50-65 | 65-85 | Понад 85 |
| -------- | ----------- | ----- | ----- | ----- | ----- | ----- | ----- | -------- |
| Чоловіки | 12449       | 8462  | 7571  | 7798  | 8873  | 9131  | 6458  | 716      |
| Жінки    | 11797       | 9736  | 7467  | 7729  | 9548  | 9552  | 8874  | 1851     |

## Суміжні округи
- Бремер — північ
- Фаєтт — північний схід
- Б'юкенан — схід
- Бентон — південний схід
- Гранді — захід
- Тама — південний захід
- Батлер — північний захід

## Виноски
1. ↑  U.S. Decennial Census. United States Census Bureau. Архів оригіналу за 26 квітня 2015. Процитовано 13 липня 2014.
2. ↑  Historical Census Browser. University of Virginia Library. Архів оригіналу за 26 грудня 2013. Процитовано 13 липня 2014.
3. ↑  Population of Counties by Decennial Census: 1900 to 1990. United States Census Bureau. Архів оригіналу за 22 квітня 2014. Процитовано 13 липня 2014.
4. ↑  Census 2000 PHC-T-4. Ranking Tables for Counties: 1990 and 2000 (PDF). United States Census Bureau. Архів оригіналу (PDF) за 18 грудня 2014. Процитовано 13 липня 2014.
5. ↑  State & County QuickFacts. United States Census Bureau. Архів оригіналу за 7 липня 2011. Процитовано 13 липня 2014. [Архівовано 2011-06-07 у Wayback Machine.](англ.) Наведено за англійською вікіпедією.
6. ↑  American FactFinder. Бюро перепису населення США. Архів оригіналу за 26 лютого 2012. Процитовано 31 січня 2008. [Архівовано 2008-05-21 у Wayback Machine.]

| США | Це незавершена стаття з географії США. Ви можете допомогти проєкту, виправивши або дописавши її. |